# Vallée d'Aure
Pour les articles homonymes, voir Aure et D'Aure.
La vallée d'Aure est constitutive du pays d'Aure, définie comme région naturelle ou encore pays traditionnel, dans le département des Hautes-Pyrénées en Occitanie, dont la capitale historique  est Arreau.

## Toponymie

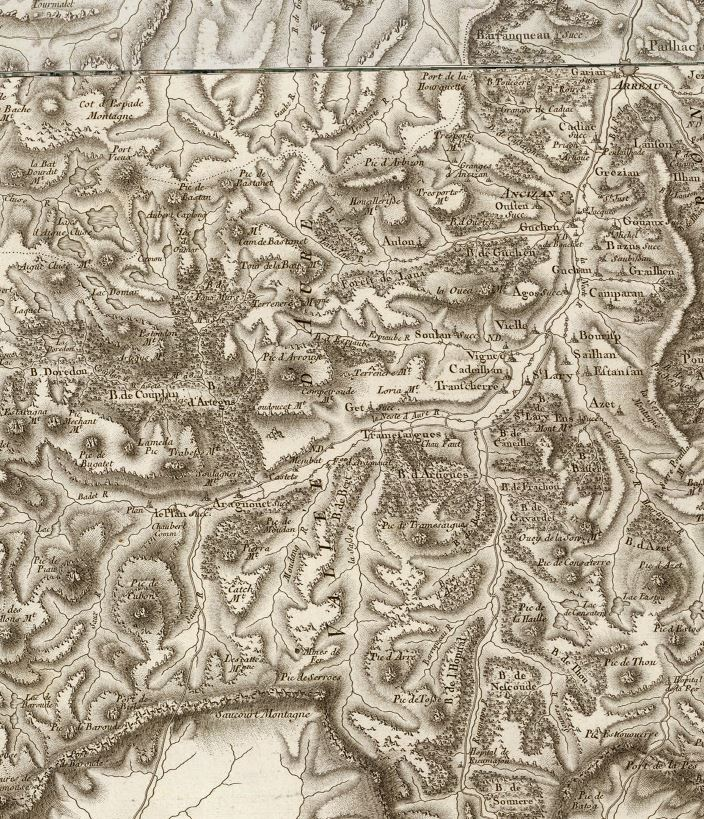
Extrait de la carte de Cassini (entre 1756 et 1789) situant la vallée d'Aure.

Le nom en occitan gascon est Era Vath d'Aura. Aura pourrait désigner un nom de lieu balayé par le vent (occitan aura).

## Géographie

### Situation
Elle est située au sud-est des Hautes-Pyrénées, en limite de la frontière franco-espagnole, de la vallée du Louron à l'est et le pays de Tarbes et de la Haute Bigorre à l'ouest.

### Topographie
Elle s'étire sur près de 40 km depuis Sarrancolin jusqu'à l'Espagne accessible par le tunnel Aragnouet-Bielsa (tunnel routier transfrontalier) ou par les multiples cols pédestres de cette vallée (col d'Ourdissétou, port de Plan de Rioumajou, port Vieux, port de Bielsa, port de Héchempy, port du Moudang, port de Cauarère, port de Barroude).

### Hydrographie
Elle correspond au cours supérieur de la Neste devenue Neste d'Aure.

### Géologie

#### Minéralogie de la vallée d'Aure
La vallée d’Aure possède la particularité de disposer de gisements remarquables d’espèces minérales comme la bysslite, la trémolite ou encore la prehnite.

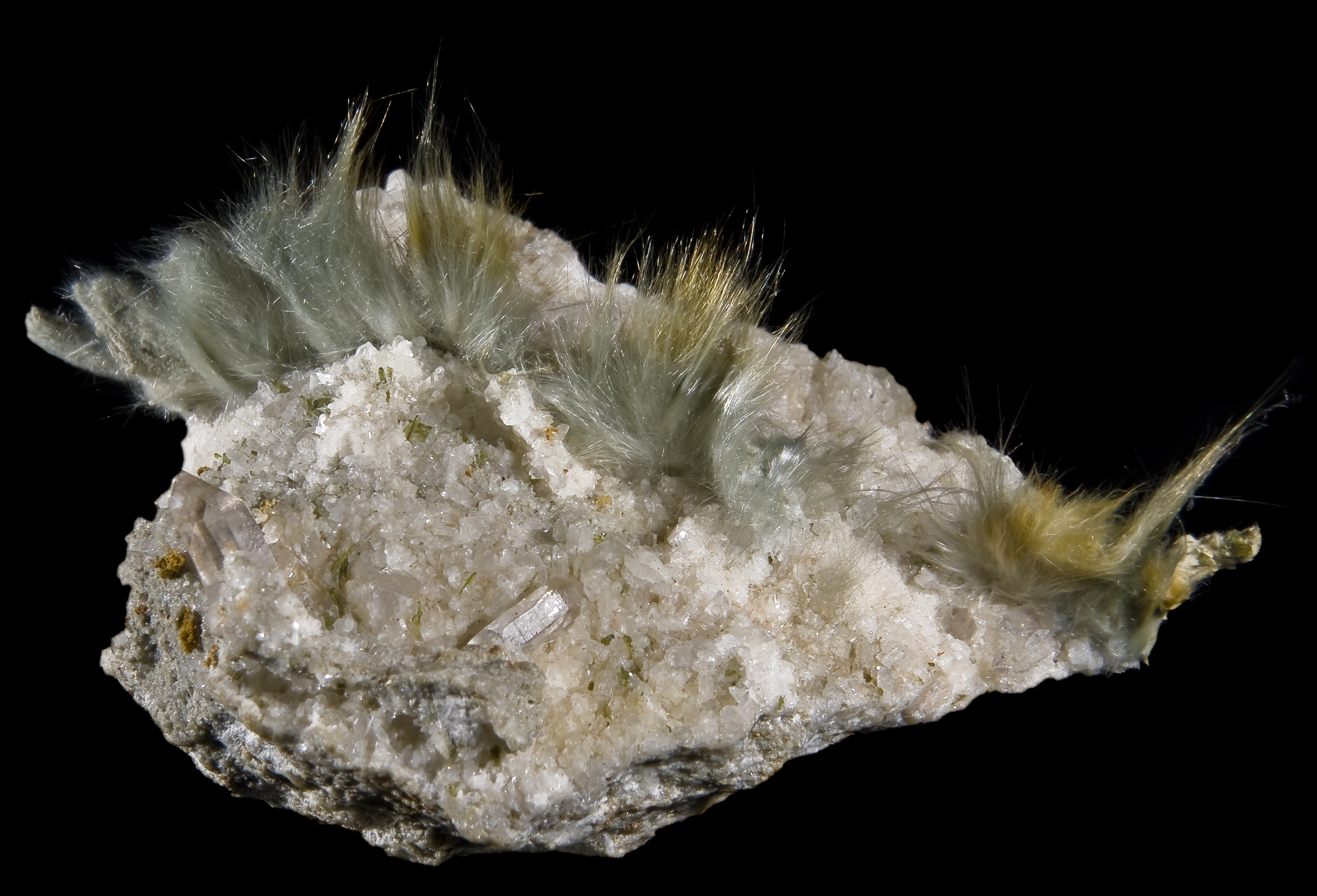
Byssolite.
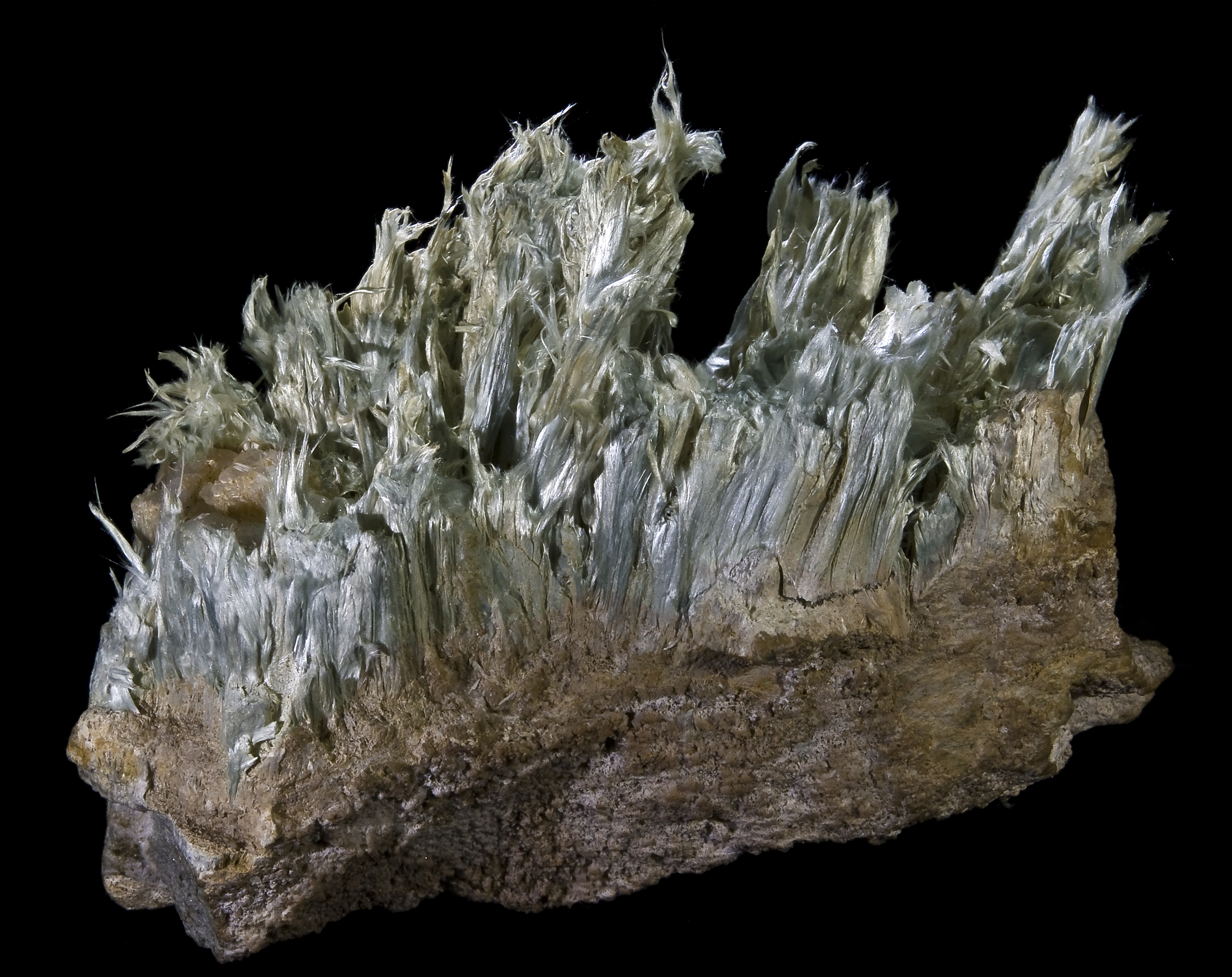
Trémolite.
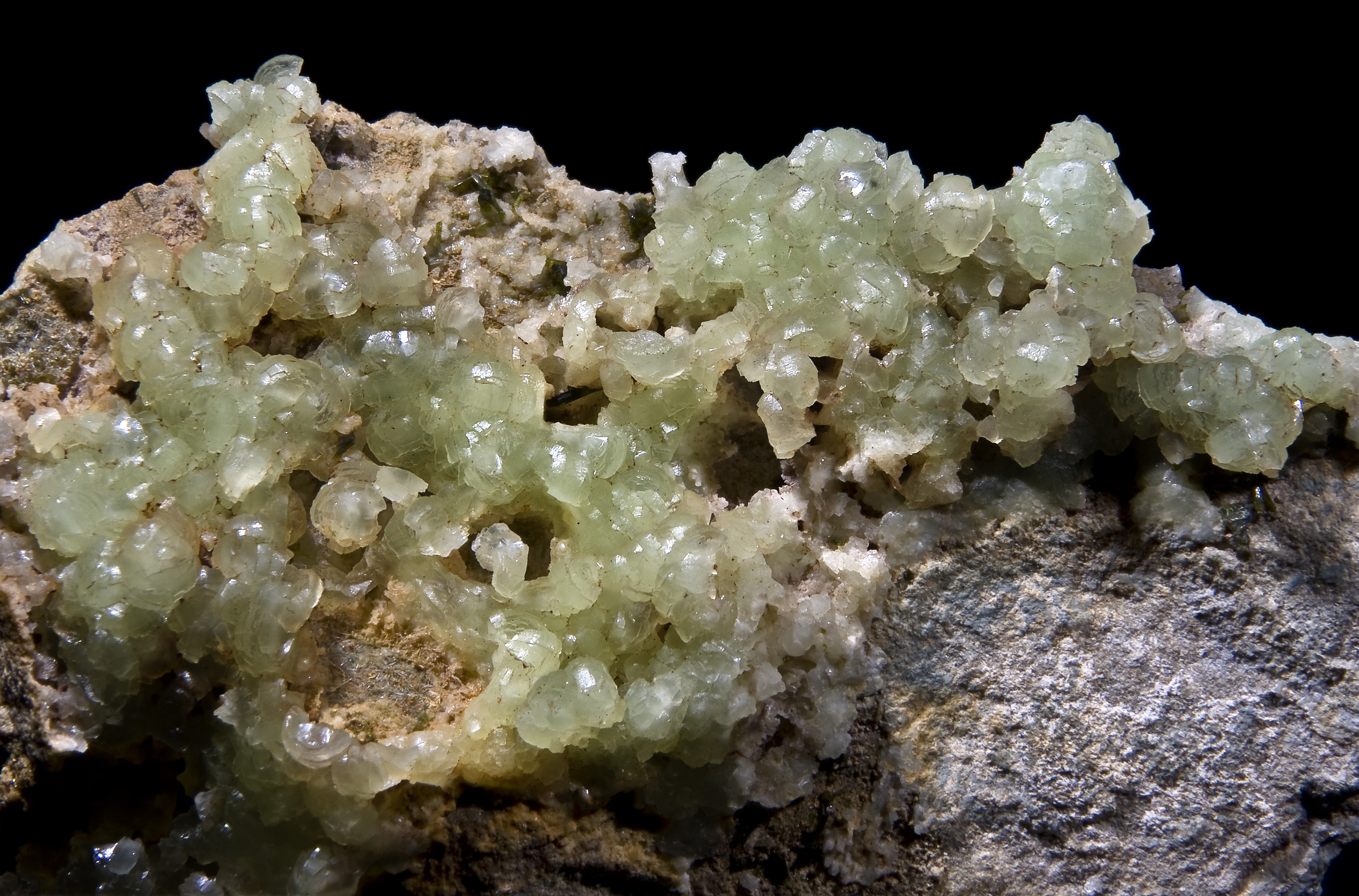
Prehnite.

### Faune et flore
L'Aure-et-Saint-Girons est une race bovine issue de la vallée, aussi appelée Auroise.

### Voies de communication et transports
Par la France : depuis Bordeaux, par l'A65 puis Pau-Tarbes-Lannemezan puis la RD 929 jusqu'à Arreau puis direction vers Saint-Lary-Soulan; depuis Toulouse, A64 jusqu'à Lannemezan puis la RD 929 jusqu'à Arreau.
Depuis l'Espagne : depuis Bilbao direction Bayonne-Pau, prendre A64 jusqu'à Lannemezan puis la RD 929 jusqu'à Arreau ; depuis Huesca, prendre le tunnel Aragnouet-Bielsa vers Saint-Lary-Soulan.

### Communes

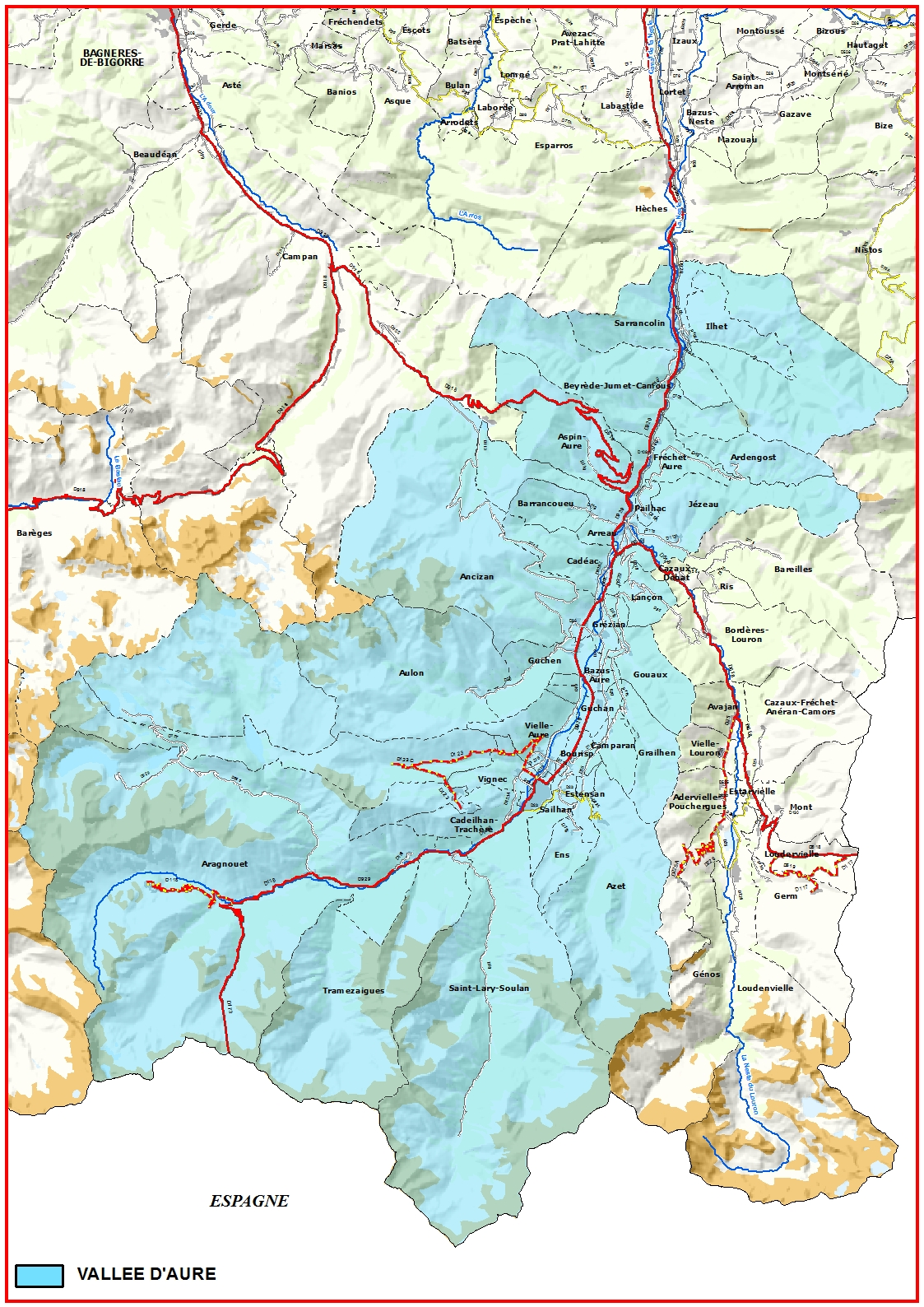
Vallée d'Aure.

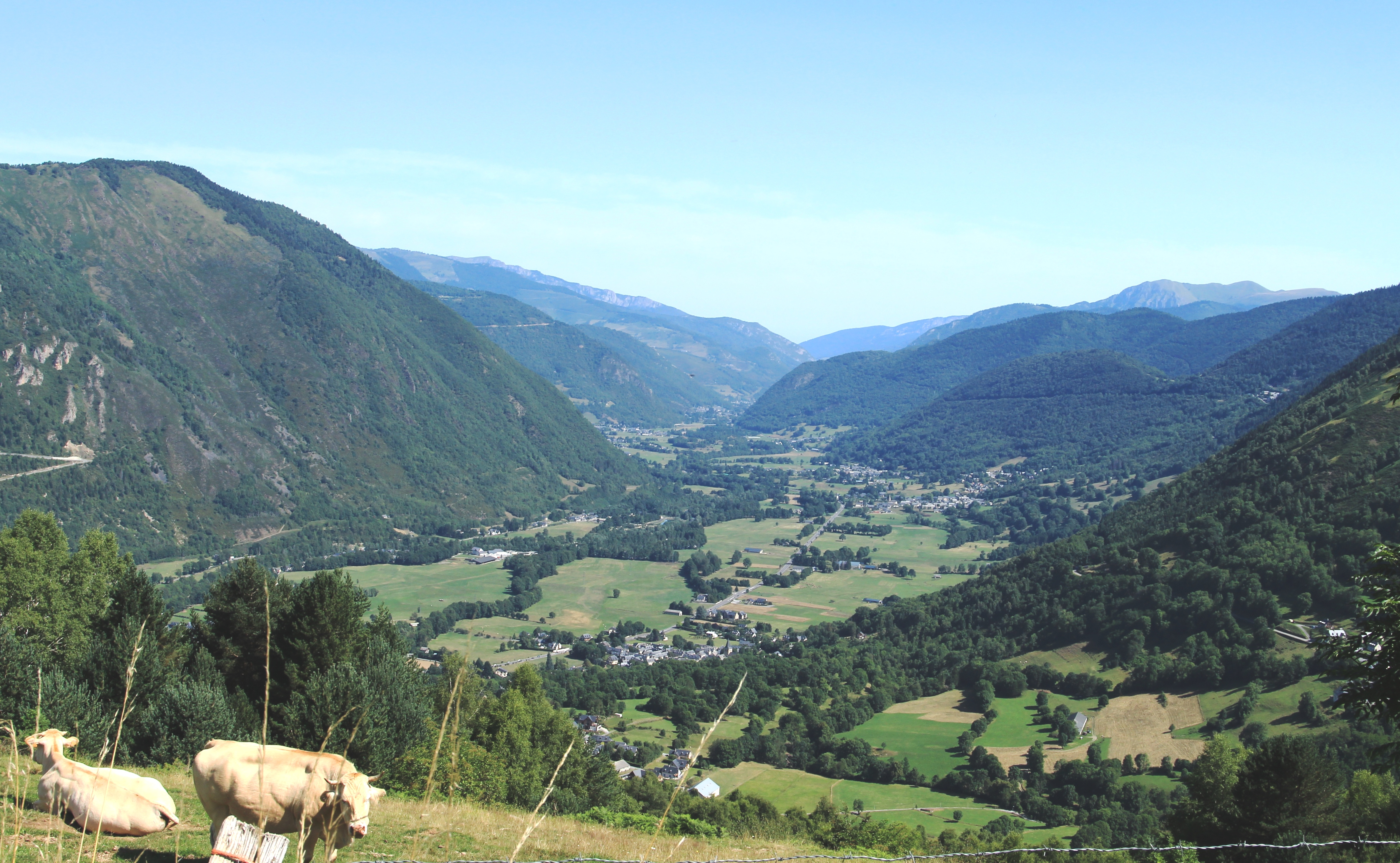
Vallée d'Aure depuis Ens.

Liste des 32 communes de la vallée.
| Commune              | Population (2020) | Superficie (km²) | Altitude (mini) | Altitude (maxi) | Illustration |
| -------------------- | ----------------- | ---------------- | --------------- | --------------- | ------------ |
| Ancizan              | 286               | 39,97            | 734             | 2 381           |              |
| Aragnouet            | 286               | 108,29           | 956             | 3 194           |              |
| Ardengost            | 12                | 5,82             | 715             | 1 927           |              |
| Arreau               | 732               | 11,12            | 658             | 1 756           |              |
| Aspin-Aure           | 41                | 12,27            | 739             | 1 759           |              |
| Aulon                | 99                | 28,84            | 1 061           | 2 843           |              |
| Azet                 | 146               | 26,63            | 1 055           | 3 020           |              |
| Barrancoueu          | 38                | 2,8              | 784             | 1 691           |              |
| Bazus-Aure           | 144               | 1,95             | 755             | 1 504           |              |
| Beyrède-Jumet-Camous | 210               | 19,19            | 635             | 1 924           |              |
| Bourisp              | 190               | 1,9              | 772             | 1 285           | non          |
| Cadéac               | 304               | 6,15             | 716             | 1 607           |              |
| Cadeilhan-Trachère   | 45                | 4.86             | 834             | 1 924           |              |
| Camparan             | 51                | 2,35             | 790             | 1 620           |              |
| Ens                  | 25                | 3,49             | 1 126           | 2 204           |              |
| Estensan             | 45                | 1,54             | 880             | 1 255           |              |
| Fréchet-Aure         | 16                | 3,4              | 655             | 1 450           |              |
| Gouaux               | 55                | 6,02             | 852             | 1 687           | non          |
| Grailhen             | 23                | 6,06             | 1 000           | 1 728           |              |
| Grézian              | 82                | 1,98             | 732             | 1 200           |              |
| Guchan               | 149               | 2,59             | 761             | 1 526           |              |
| Guchen               | 313               | 5,55             | 751             | 1 659           |              |
| Ilhet                | 121               | 8,02             | 634             | 1 520           |              |
| Jézeau               | 104               | 12,2             | 726             | 2 079           | non          |
| Lançon               | 30                | 2,8              | 918             | 1 365           |              |
| Pailhac              | 83                | 0,9              | 720             | 977             |              |
| Sailhan              | 171               | 2,64             | 827             | 2 067           |              |
| Saint-Lary-Soulan    | 837               | 90.97            | 791             | 3 087           |              |
| Sarrancolin          | 550               | 32,1             | 600             | 1 890           |              |
| Tramezaigues         | 35                | 34,96            | 913             | 2 935           |              |
| Vielle-Aure          | 304               | 35,2             | 773             | 2 730           |              |
| Vignec               | 201               | 6,42             | 797             | 2 530           |              |

## Histoire
Chemin de la vallée d'Aure
Dès le Xe siècle, des tours de guet et des châteaux assurent la protection de la vallée : château de Cadéac, château de Tramezaygues, château des Nestes.

## Protection environnementale
Une partie de la vallée est située dans le parc national des Pyrénées et l'ensemble fait partie d'une zone naturelle protégée, classée ZNIEFF de type 1.

## Économie

### Stations de ski
- Saint-Lary-Soulan.
- Piau-Engaly.
- Nistos, station de ski de fond.

## Culture locale et patrimoine
- Mairie d'Arreau
- Mairie d'Ancizan
- Mairie de Sarrancolin
- Mairie de Gouaux